# 小倉強
小倉 強（おぐら つよし、1893年3月7日 - 1980年2月23日）は、日本の建築家、建築史家。東北大学名誉教授。東北地方の民家についての調査を精力的に行ったことで知られ、仙台の歴史的建造物の保存にも影響を与えた。

## 経歴
1893年（明治26年）、宮城県仙台市で実業家・歌人の小倉長太郎(小倉茗園)の八男として生まれる。1916年(大正5年)、東京帝国大学工科大学建築学科を卒業。大学では、高橋貞太郎、小林政一らと同期であった。
1921年、東京府営繕技師となる。平和記念東京博覧会(1922年)の設計を担当。1922年、東北帝国大学技師に採用される。1929年、仙台高等工業学校教授に着任準備のため文部省在外研究員としてドイツ留学。帰国後、1930年より仙台高等工業学校に教授として着任。
戦後は、仙台高等工業学校が新制東北大学に包括されたため、1950年より東北大学教授。1956年、東北大学を定年退官して名誉教授となった。1980年に死去。

## 受賞・栄典
- 1952年：河北文化賞
- 1955年：日本建築学会賞

## 家族・親族
- 父：小倉長太郎（小倉茗園は実業家・歌人。
- 兄：小倉博は国文学者。
- 兄：小倉進平は言語学者。
- 兄：小倉伸吉は海洋学者。
- 兄：小倉勉は地質学者。
- 弟：小倉謙は植物学者。

## 研究内容・業績
- 民家研究に入った時期は意外に古く、大正11年に東北帝国大学営繕技師として仙台に赴任した直後にまで遡る。早くから民家に魅せられ、名著「東北の民家」の中でも、この広い土間庭に林立する柱の存在に着目し、それら上屋柱の省略という観点から民家架構の歴史的進展をといった構造と技術の章は特に精彩がある部分である。素朴な関心から出発し、長期にわたる実例研究から導き出された極めてユニークな成果であったと言える。
- 停年退官後に建築四十年、仙台および近郊の古建築、民家探訪日誌、随想録「一人静」などを次々と出版するかたわら、頼まれては数多くの格調高い建築の設計、指導に当たっていた。

また古社寺、古民家、明治建築などの調査や紹介に努めた。とくに文化財保護審議委員として郷土の文化財の保存と保護には情熱を傾け、新聞紙上において建造物の保存を訴え続けていった。郷土の文化と自然と人情をこよなく愛し、生涯郷士の仙台を離れず、終生仙台の小倉で通し、またそのことをむしろ誇りとしていた。

## 関わった建築物
- 東京商工奨励館（1921年、現存せず）
- 東北帝国大学理学部附属臨海実験所水族館（1924年）
- 東北帝国大学附属図書館（1925年、現 東北大学史料館）
- 齋藤報恩会博物館（1933年、現存せず）
- 瑞鳳殿（戦災で焼失した旧国宝の再建工事）
- 愚鈍院（1973年）

## 著作
- 『仙臺城の建築』1930年
- 「サナトリウム」『高等建築学』第15巻、1933年
- 「 東北の民家」相模書房、1955年。増補版、1972年）
- 「田舎の小径」仙台郷土研究会、1964年）